# Čtvrtá vláda Jicchaka Šamira
Čtvrtá vláda Jicchaka Šamira byla sestavena 11. června 1990 Jicchakem Šamirem z Likudu. Stalo se tak poté, co se předsedovi Ma'arach Šimonu Peresovi nepodařilo sestavit vládu poté, co Ma'arach vystoupilo z předchozí vlády národní jednoty, což se stalo známým jako špinavý trik.
Koalici tvořili Likud, Národní náboženská strana, Šas, Agudat Jisra'el, Degel ha-Tora, Nová liberální strana, Techija, Comet, Moledet, Achdut lema'an ha-šalom ve-ha-alija a Ge'ulat Jisra'el a v Knesetu obsadili 62 ze 129 křesel. Někteří autoři (včetně politologa Clivea A. Jonese a historiků Aviho Shlaima a Bennyho Morrise) později tvrdili, že tato vláda byla nejpravicovější vládou v historii země. Na přelomu let 1991 a 1992 opustily koalici na protest proti Šamirově účasti na Madridské konferenci strany Techija, Comet, Moledet, ale vláda zůstala u moci až do sestavení 25. vlády, kterou sestavil Jicchak Rabin po vítězství Strany práce ve volbách v roce 1992.

## Členové vlády
| Vláda                                        | Vláda                                                | Vláda                               |
| Úřad                                         | Člen vlády                                           | Politická strana                    |
| -------------------------------------------- | ---------------------------------------------------- | ----------------------------------- |
| Předseda vlády                               | Jicchak Šamir                                        | Likud                               |
| Místopředseda vlády                          | David Levy                                           | Likud                               |
| Místopředseda vlády                          | Moše Nisim                                           | Likud                               |
| Ministr zemědělství                          | Rafa'el Ejtan (do 31. prosince 1991)                 | Comet                               |
| Ministr komunikací                           | Refa'el Pinchasi                                     | Šas                                 |
| Ministr obrany                               | Moše Arens                                           | Likud                               |
| Ministr ekonomiky a plánování                | David Magen                                          | Likud                               |
| Ministr školství a kultury                   | Zevulun Hammer                                       | Národní náboženská strana           |
| Ministr energetiky a infrastruktury          | Juval Ne'eman (do 21. ledna 1992)                    | Nebyl členem Knesetu                |
| Ministr životního prostředí                  | Jicchak Šamir                                        | Likud                               |
| Ministr financí                              | Jicchak Moda'i                                       | Likud                               |
| Ministr zahraničních věcí                    | David Levy                                           | Likud                               |
| Ministr zdravotnictví                        | Ehud Olmert                                          | Likud                               |
| Ministr bydlení a výstaby                    | Ariel Šaron                                          | Likud                               |
| Ministr absorpce imigrantů                   | Jicchak Perec                                        | Šas                                 |
| Ministr průmyslu a obchodu                   | Moše Nisim                                           | Likud                               |
| Ministr vnitra                               | Arje Deri                                            | Nebyl členem Knesetu                |
| Ministr pro záležitosti Jeruzaléma           | Jicchak Šamir (od 27. listopadu 1990)                | Likud                               |
| Ministr spravedlnosti                        | Dan Meridor                                          | Likud                               |
| Ministr práce a sociální péče                | Jicchak Šamir                                        | Likud                               |
| Ministr policie                              | Roni Milo                                            | Likud                               |
| Ministr náboženských věcí                    | Avner Šaki                                           | Národní náboženská strana           |
| Ministr vědy a rozvoje                       | Juval Ne'eman (do 21. ledna 1990)                    | Nebyl členem Knesetu                |
| Ministr turismu                              | Gid'on Pat                                           | Likud                               |
| Ministr dopravy                              | Moše Kacav                                           | Likud                               |
| Ministr bez portfeje                         | Rechav'am Ze'evi (5. února 1991 – 12. ledna 1992)    | Moledet                             |
| Náměstek ministra při úřadu předsedy vlády   | Jig'al Bibi (2. srpna – 20. listopadu 1990)          | Národní náboženská strana           |
| Náměstek ministra při úřadu předsedy vlády   | Šmu'el Halpert (19. listopadu 1990 – 8. června 1991) | Agudat Jisra'el                     |
| Náměstek ministra při úřadu předsedy vlády   | Benjamin Netanjahu (od 11. listopadu 1991)           | Likud                               |
| Náměstek ministra komunikací                 | Efrajim Gur (2. červenec – 20. listopadu 1990)       | Achdut lema'an ha-šalom ve-ha-alija |
| Náměstek ministra obrany                     | Ovadja Eli                                           | Likud                               |
| Náměstek ministra školství a kultury         | Pinchas Goldstein (od 20. listopadu 1990)            | Nová liberální strana               |
| Náměstek ministra životního prostředí        | Jig'al Bibi (od 20. listopadu 1990)                  | Národní náboženská strana           |
| Náměstek ministra financí                    | Josef Azran (od 2. července 1990)                    | Ma'arach                            |
| Náměstek ministra zahraničních věcí          | Benjamin Netanjahu (do 11. listopadu 1991)           | Likud                               |
| Náměstek ministra zdravotnictví              | Eli'ezer Mizrachi                                    | Agudat Jisra'el, Ge'ulat Jisra'el   |
| Náměstek ministra bydlení a výstavby         | Avraham Ravic                                        | Agudat Jisra'el                     |
| Náměstek ministra pro záležitosti Jeruzaléma | Avraham Verdiger (od 27. listopadu 1990)             | Agudat Jisra'el                     |
| Náměstek ministra práce a sociální péče      | Menachem Poruš (od 19. listopadu 1990)               | Agudat Jisra'el                     |
| Náměstek ministra práce a sociální péče      | Šmu'el Halpert (od 8. června 1991)                   | Agudat Jisra'el                     |
| Náměstek ministra náboženských věcí          | Moše Gafni (od 23. července 1990)                    | Degel ha-Tora                       |
| Náměstkyně ministra vědy a rozvoje           | Ge'ula Kohen (do 31. října 1991)                     | Techija                             |
| Náměstek ministra dopravy                    | Pinchas Goldstein (2. červenec – 20. listopadu 1990) | Nová liberální strana               |